# 东城水库
东城水库是中国广西壮族自治区玉林市陆川县境内的一座水库，位于南流江支流东城河上，建于1958年。水库正常库容为1345万立方米，集雨面积为18平方千米，海拔为123.6米。